# مرکیشس فیرتل
مرکیشس فیرتل (به آلمانی: Berlin-Märkisches Viertel) یک منطقهٔ مسکونی در آلمان است که در Reinickendorf واقع شده‌است. مرکیشس فیرتل ۳۵٬۲۰۶ نفر جمعیت دارد.